# St. Nicolai (Braunschweig-Melverode)

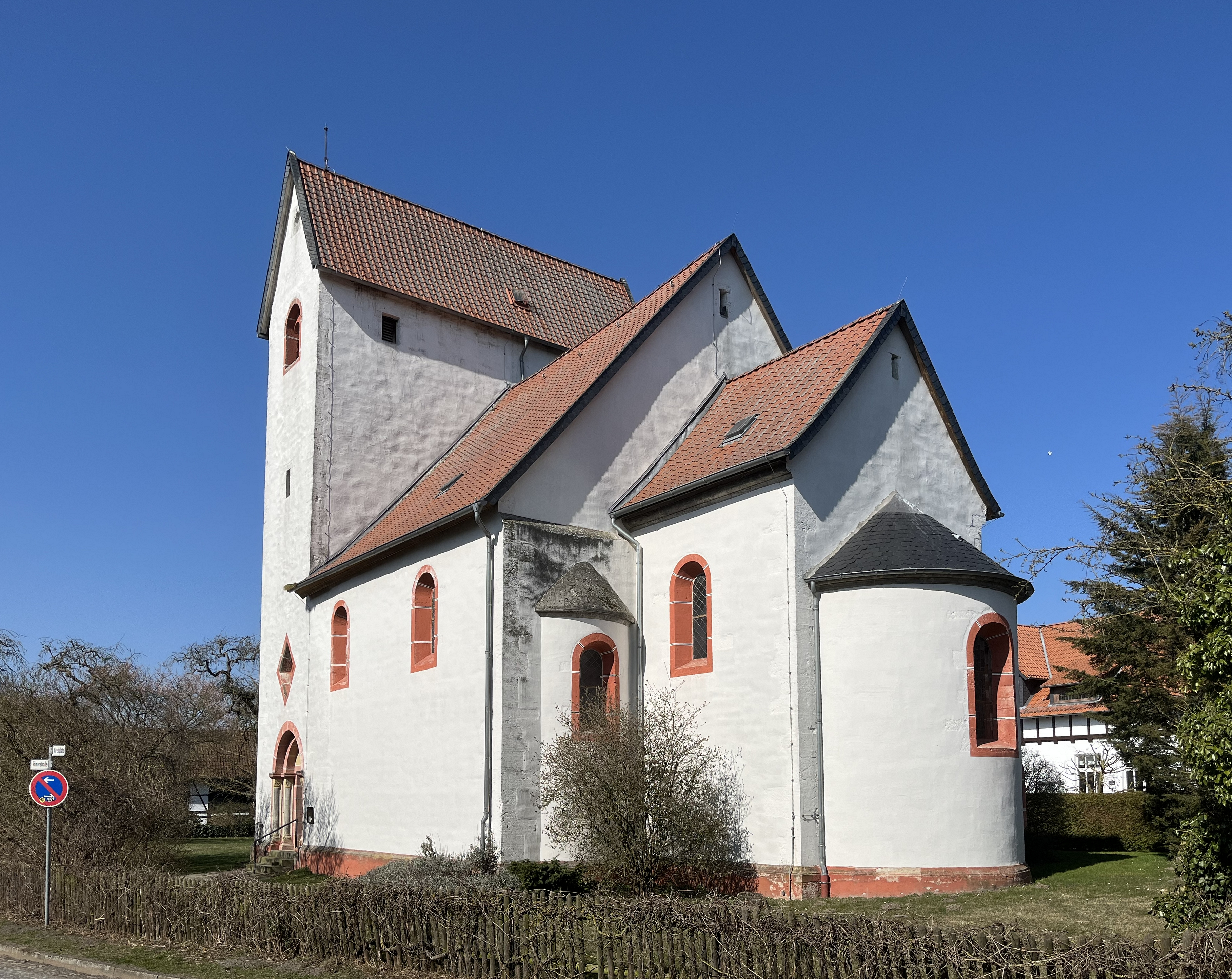
Braunschweig-Melverode, St. Nicolai, Südostansicht

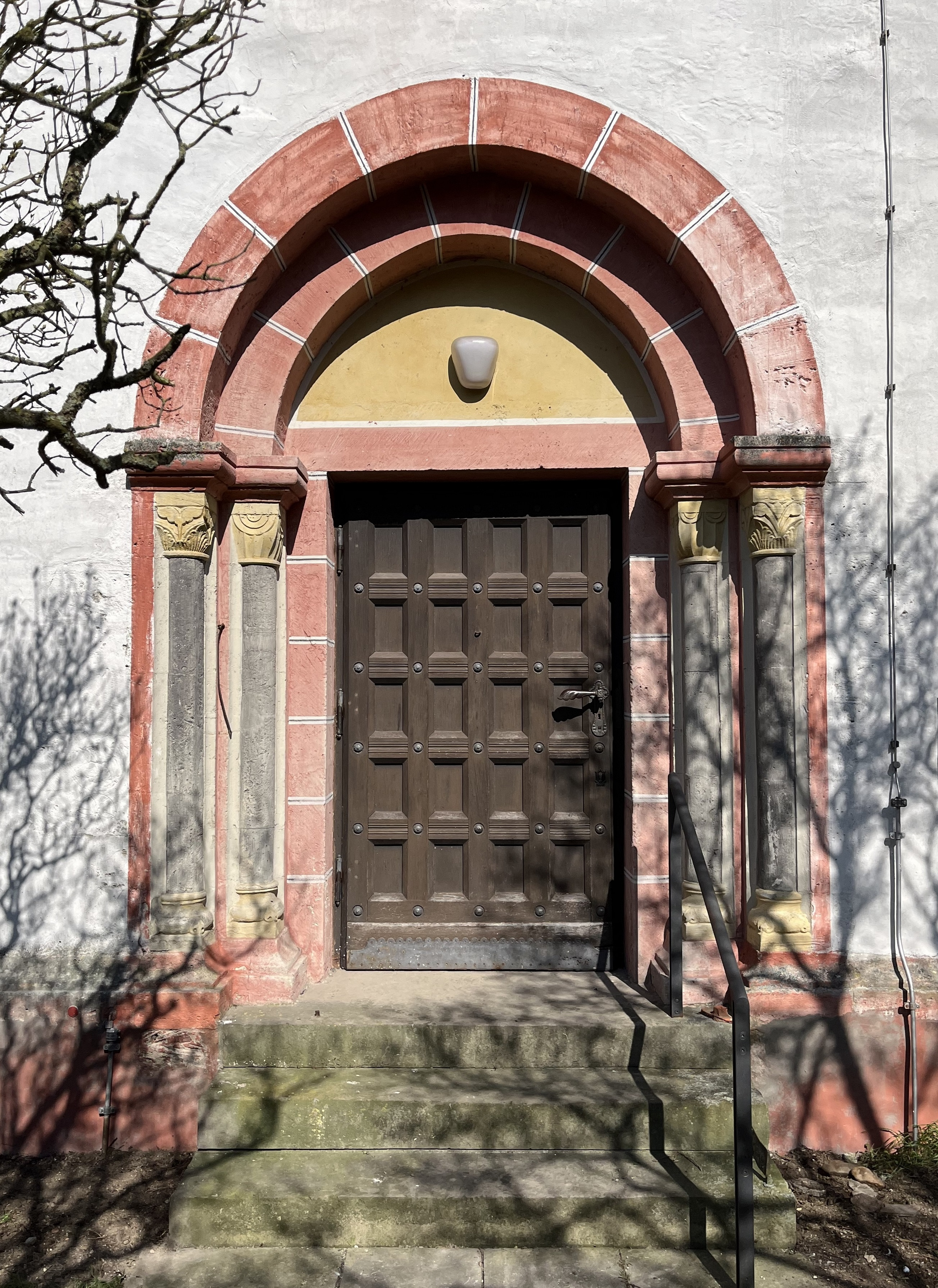
Südseite, romanisches Stufenportal

Die nach Nikolaus von Myra benannte denkmalgeschützte Kirche St. Nicolai in Melverode gehört zur Kirchengemeinde Dietrich Bonhoeffer zu Melverode in Braunschweig der Propstei Braunschweig in der Evangelisch-lutherischen Landeskirche in Braunschweig. Sie steht „Am Kirchplatz“ an der „Leipziger Straße“ von Melverode, einem Stadtteil von Braunschweig.

## Beschreibung
Die 1237 erstmals urkundlich erwähnte Kirche soll der Überlieferung nach auf die Zeit von Kaiser Otto IV. zurückgehen. Die aus verputzten Bruchsteinen und teilweise aus Werksteinen errichtete Hallenkirche hat 3 × 3 Joche. Jedes Joch wird von Nord nach Süd von einem durchgehenden Tonnengewölbe auf 4 Kantensäulen überspannt, in das von Ost und West Stichkappen einschneiden. Nur über den quadratischen Jochen des Mittelschiffs befindet sich jeweils ein Kreuzgratgewölbe. Über dem ehemaligen Joch im Westen erhebt sich der querrechteckige, mit einem Satteldach gedeckte Kirchturm. Die schmaleren Seitenschiffe und das ebenfalls schmalere Joch des Turms überspannt ein einfaches Tonnengewölbe. Die Seitenschiffe im Osten sind mit kleinen Apsiden versehen, ebenso schließt der quadratische Chor am Mittelschiff mit einer eingezogenen Apsis. Im Chor wurden 1902–04 Reste der ursprünglichen Wandmalerei freigelegt. Sie zeigt an der Südwand Szenen aus dem Leben von Jesus Christus, an der Nordwand Szenen aus der Legende des heiligen Nikolaus.
Das Portal befindet sich an der Südseite.